# 西井家住宅
西井家住宅（にしいけじゅうたく）は、大阪府堺市東区に所在する古民家。主屋等が国の登録有形文化財となっている。

## 概要
西井家は西除川右岸にある民家で、当地は江戸時代より「野田木綿」と称される木綿作りが盛んな地域である。当家の屋号も「木綿屋」であり、木綿問屋を商っていたと伝承される。

## 文化財
2017年 (平成29年) 10月27日、以下が登録有形文化財に登録された。
- 主屋 – 木造平屋建、茅葺き、大和棟、建築面積209平方メートル。江戸時代後期の建築。向かって右に土間、土間脇に式台玄関、中の間奥に仏間、西端部に座敷を配置[1]。
- 土蔵 – 桁行6.4m、梁間3.8m、木造2階建、瓦葺き、建築面積25平方メートル。江戸後期建築。敷地の東側、主屋の東端部に棟を直交させて接続する。外壁は腰竪板張、上部漆喰で二階各所に小窓を設置[2]。
- 門長屋 – 桁行19m、梁間3.9ｍ、切妻造、瓦葺き。1834年 (天保5年) 建築。中央に大戸口、東側に衣装蔵と米蔵、西側に使用人の居室を配置。附属屋部分には茶室、水屋を納める[3]。

## 現地情報

### 交通アクセス
- 南海高野線北野田駅より徒歩5分

### 営業
- 非公開